# The Piano Player (album)
The Piano Player là một album phòng thu của Maksim Mrvica, được thực hiện năm 2003. Ở một số nơi, album này được phát hành với hệ thống Kiểm soát sao chép.

## Các ca khúc
1. "Flight of the Bumble-Bee" – 4:25 (Nikolai Rimsky-Korsakov / Jeff Wayne)
2. "Grieg's Piano Concerto in A Minor" – 4:04 (Edvard Grieg)
3. "Exodus" – 3:09 (Ernest Gold)
4. "Claudine" – 4:29 (Tonči Huljić)
5. "Wonderland" – 3:38 (Tonči Huljić)
6. "Handel's Sarabande" – 3:37 (George Frideric Handel)
7. "Rhapsody on a Theme of Paganini" – 10:08 (Sergei Rachmaninov / Jeff Wayne)
8. "Hana's Eyes" – 4:31 (Tonči Huljić)
9. "Chopin's Revolutionary Etude in C Minor" – 3:52 (Frédéric Chopin)
10. "Cubana" – 3:08 (Tonči Huljić)
11. "Croatian Rhapsody" – 3:32 (Tonči Huljić)
12. "Dance of the Baroness" – 2:51 (Frano Parac)
13. "Cubana Cubana" – 3:28 (Bonus Track) (Tonči Huljić)

### Phiên bản AVCD
1. "Format Data, Not Playable"
2. "The Piano Player Interview" (Video)
3. "Maksim's World Premiere Performance at The Roundhouse, London (Excerpt)" (Video)
4. "The Flight of the Bumble Bee" (Video)
5. "Exodus" (Video)
6. "Grieg's Piano Concerto" (Video)
7. "Claudine" (Video)
8. "Photo Gallery (music: Claudine)"
9. "The Flight of the Bumble-Bee (DRUM Remix)" (Audio)
10. "The Flight of the Bumble-Bee / Breathe (The ChynaHouse Remix) Maksim featuring Terry Lee and JG (Urban Xchange)" (Audio)
11. "Sarabande - Whiteburn (Chillout)" (Audio)
12. "Sarabande - Whiteburn (Transmix)" (Audio)